# 浦一章
浦 一章（うら かずあき、1959年3月18日 - ）は、日本のイタリア文学者・フランス文学者。専門は中世イタリア文学・中世南仏文学。東京大学名誉教授。富山県生まれ。

## 来歴
1982年3月、東京大学教養学部教養学科イギリス科卒業。1984年3月、東京大学文学部イタリア語イタリア文学専修課程卒業。1987年3月、東京大学大学院人文科学研究科フランス語フランス文学専門課程修士課程修了。1988年3月、同博士課程中退。
1988年4月、東京芸術大学音楽学部専任講師、1990年4月、同助教授。1994年4月、東京大学文学部南欧語南欧文学科助教授、1995年4月、東京大学大学院人文社会系研究科助教授、2007年、同准教授。2008年10月「工房の秘密を求めて－ダンテへダンテから」により東大文学博士。2010年、同教授。2024年、定年退任、名誉教授。

## 著書
- 『ダンテ研究 1　構造と引用』 東信堂, 1994
- 『メモ式イタリア語早わかり』 三修社, 1995、新版2001ほか
- 『ゼロから始めるイタリア語』 三修社, 2000
- 『イタリア語のスタートライン』 三修社, 2007

### 共著
- 『ヴィーナス・メタモルフォーシス　国立西洋美術館『ウルビーノのヴィーナス展』講演録』（芳賀京子・三浦篤・渡辺晋輔と）三元社, 2010
- 『黎明のアルストピア　ベッリーニからレオナルド・ダ・ヴィンチへ』「イタリア美術叢書1」ありな書房, 2018

### 翻訳
- ジュリオ・オラッツィオ・ブラーヴィほか 『ジョヴァンニーノ・デ・グラッシの素描帖』 小佐野重利共訳、岩波書店, 2000
- マリオ・プラーツ 『蛇との契約 ロマン主義の感性と美意識』 ありな書房, 2002
- マリオ・プラーツ 『ローマ百景1 建築と美術と文学と』 伊藤博明・白崎容子共訳 ありな書房, 2009
- 監訳『オリジナルとコピー　16世紀および17世紀における複製画の変遷』 小佐野重利編著、三元社, 2019